# Emilio Almansi
Emilio Almansi (Firenze, 15 aprile 1869 – Firenze, 10 agosto 1948) è stato un fisico e matematico italiano, noto per le sue ricerche nella teoria dell'elasticità e sui problemi non lineari.

## Biografia
Nasce da una famiglia benestante, si laurea a Torino in ingegneria nel 1893 e in matematica nel 1899. 
Diventa assistente di Vito Volterra; dal 1903 al 1910 è professore all'Università di Pavia e dal 1912 al 1922 professore di Meccanica Razionale all'Università La Sapienza di Roma. 
Nel 1911 riceve la medaglia d'oro per le matematica dalla Società Italiana delle Scienze. Diventa anche socio nazionale dell'Accademia dei Lincei. Va inoltre ricordato un suo testo dal titolo Introduzione alla scienza delle costruzioni.
Si occupò inoltre di elettrostatica e meccanica celeste.